# Siikainen
Siikainen este o comună din Finlanda.